# 约翰·基诺克
约翰·马里奥特·基诺克（英語：John Marriott Kynoch，1933年3月18日—），英国男子射击运动员。他曾代表英国参加1972年夏季奥林匹克运动会射击比赛，获得50米移动靶铜牌。